# Fuga dal paradiso
Fuga dal paradiso è un film italiano del 1990 diretto da Ettore Pasculli.
Si tratta di una storia di fantascienza post apocalittica.
Fu presentato nel 1990 alla Mostra del cinema di Venezia.
È l'ultimo film in cui ha recitato Van Johnson.

## Trama
In una società del futuro, un vecchio racconta la leggenda di una strana medaglia a due bambini. In un flashback, apprendiamo che dopo una catastrofe nucleare, due adolescenti vivevano in un ambiente artificiale.

## Produzione

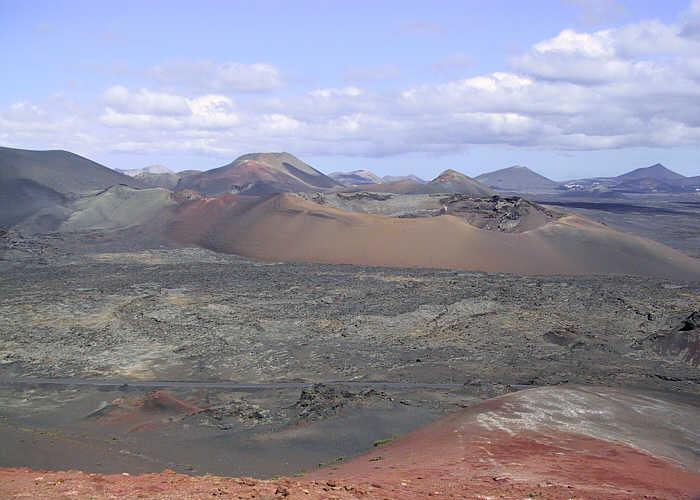
Lanzarote (Canarie), una delle location per gli esterni del film

## Critica
Fantafilm scrive che si tratta di "un film ambizioso, ricco di significati allegorici e di richiami a classici della fantascienza [...], ma penalizzato dal pubblico e dalla distribuzione. Presentato nel 1990 alla Mostra del Cinema di Venezia, il film ha riscosso, comunque, discreta attenzione da parte della critica. Nel cast, vecchie e nuove glorie dello schermo."